# Mike Quinn
Pour les articles homonymes, voir Quinn.
Mike Quinn est un acteur et marionnettiste britannique né en 1964.

## Filmographie

### Acteur

#### Cinéma
- 1981 : La Grande Aventure des Muppets : marionnettiste
- 1982 : Dark Crystal : le maître des esclaves
- 1983 : Star Wars, épisode VI : Le Retour du Jedi : Nien Nunb, Ree-Yees, Sy Snootles, Yoda et Wol Cabbashite
- 1992 : Noël chez les Muppets : le porc gentleman et l’entrepreneur
- 1996 : L'Île au trésor des Muppets : la vieille femme
- 2011 : Les Muppets, le retour : marionnettiste additionnel
- 2014 : Opération Muppets : marionnettiste
- 2015 : Star Wars, épisode VII : Le Réveil de la Force : Nien Nunb
- 2017 : Star Wars, épisode VIII : Les Derniers Jedi : Nien Nunb
- 2019 : Star Wars, épisode IX : L'Ascension de Skywalker : Nien Nunb

#### Télévision
- 1986 : Les Petits Lapins en Pique-Nique : Maire Bunnyparte et Bulbous
- 1986 : The Christmas Toy : Eggie
- 1988 : Monstres et Merveilles : le diable (1 épisode)
- 1989 : The Ghost of Faffner Hall : Riff (13 épisodes)
- 1989 : The Jim Henson Hour : le diable (1 épisode)
- 1990 : Jim Henson Presents Monter Goose Stories : l'oison marron
- 1994 : The Secret Life of Toys
- 1994 : Animal Show : Chuck le lion (4 épisodes)
- 2005 : Le Magicien d'Oz des Muppets : marionnettiste
- 2013 : Shake It Up! : le perroquet (1 épisode)
- 2013 : Bonne chance Charlie : marionnettiste additionnel (1 épisode)
- 2013 : Lady Gaga & the Muppets' Holiday Spectacular : marionnettiste additionnel
- 2013 : Glee : marionnettiste (1 épisode)
- 2015 : The Muppets : marionnettiste additionnel (6 épisodes)

### Animateur
- 1983 : Star Wars, épisode VI : Le Retour du Jedi
- 1985 : Dreamchild
- 1986 : Labyrinthe
- 1986 : La Petite Boutique des horreurs
- 1988 : Qui veut la peau de Roger Rabbit
- 1989 : How to Get Ahead in Advertising
- 1998 : 1 001 Pattes
- 1999 : Toy Story 2
- 2001 : Jurassic Park 3
- 2002 : Star Wars, épisode II : L'Attaque des clones

### Storyboardeur
- 1984 : Indiana Jones et le Temple maudit
- 1985 : Lifeforce
- 1987 : Full Metal Jacket